# Associazione Calcio Lanerossi Vicenza 1953-1954
Questa voce raccoglie le informazioni riguardanti l'Associazione Calcio Lanerossi Vicenza nelle competizioni ufficiali della stagione 1953-1954.

## Stagione
Nella stagione 1953-1954 il Vicenza disputò il decimo campionato di Serie B della sua storia.

## Divise
| 1ª maglia |

## Organigramma societario
Area direttiva
- Presidente: Rodolfo Gavazzi

Area tecnica
- Allenatore: Fioravante Baldi, poi Aldo Campatelli[2]

## Rosa
| N. |                   | Ruolo | Calciatore           |
| -- | ----------------- | ----- | -------------------- |
|    | Italia (bandiera) | P     | Pietro Borriero      |
|    | Italia (bandiera) | P     | Franco Luison        |
|    | Italia (bandiera) | P     | Enzo Sartori         |
|    | Italia (bandiera) | D     | Elio Binda           |
|    | Italia (bandiera) | D     | Mario Caciagli       |
|    | Italia (bandiera) | D     | Giuseppe Formica     |
|    | Italia (bandiera) | D     | Mirko Pavinato       |
|    | Italia (bandiera) | D     | Giobatta Zoppelletto |
|    | Italia (bandiera) | C     | Remigio Bellini      |
|    | Italia (bandiera) | C     | Emilio Bonci         |
|    | Italia (bandiera) | C     | Edoardo Dal Pos      |
|    | Italia (bandiera) | C     | Mario David          |
|    | Italia (bandiera) | C     | Giovanni Fabris      |
|    | Italia (bandiera) | C     | Remo Lancioni        |

| N. |                   | Ruolo | Calciatore            |
| -- | ----------------- | ----- | --------------------- |
|    | Italia (bandiera) | C     | Luigi Menti           |
|    | Italia (bandiera) | C     | Loris Mora            |
|    | Italia (bandiera) | C     | Attilio Prior         |
|    | Italia (bandiera) | C     | Alfonso Santagiuliana |
|    | Italia (bandiera) | A     | Sergio Campana        |
|    | Italia (bandiera) | A     | Italo Marra           |
|    | Italia (bandiera) | A     | Giovanni Migliorini   |
|    | Italia (bandiera) | A     | Bruno Quaresima       |
|    | Italia (bandiera) | A     | Giulio Savoini        |
|    | Italia (bandiera) | A     | Mario Tacconi         |
|    | Italia (bandiera) | A     | Luciano Testa         |
|    | Italia (bandiera) | A     | Sergio Vergazzola     |
|    | Italia (bandiera) | A     | Azeglio Vicini        |

## Risultati

### Serie B

#### Girone d'andata
| Arbitro: | Marangio (Roma) |

|  |           |           |
|  | Marcatori | 28’ Testa |

| Vicenza 20 settembre 1953 2ª giornata | Lanerossi Vicenza  | 0 – 0 | Verona | Stadio Romeo Menti\| Arbitro: \| Canavesio (Torino) \| |
| Arbitro:                              | Canavesio (Torino) |       |        |                                                        |

| Arbitro: | Righi (Milano) |

|  |           |           |
|  | Marcatori | 52’ Testa |

| Arbitro: | Liverani (Torino) |

|                                           |           |          |
| Santagiuliana 13’ Mora 20’, 40’ Testa 69’ | Marcatori | 7’ Golin |

| Arbitro: | Maurelli (Roma) |

|                               |           |  |
| Remonti 16’, 81’ De Prati 32’ | Marcatori |  |

| Arbitro: | Grandville (Roma) |

|                |           |                |
| Marra 32’, 46’ | Marcatori | 35’ Rebuzzi II |

| Treviso 4 novembre 1953 7ª giornata | Treviso        | 0 – 0 | Lanerossi Vicenza | Stadio Comunale\| Arbitro: \| Righi (Milano) \| |
| Arbitro:                            | Righi (Milano) |       |                   |                                                 |

| Arbitro: | Ferrari (Milano) |

|                      |           |  |
| Marra 56’ Fabris 59’ | Marcatori |  |

| Arbitro: | Massai (Pisa) |

|                           |           |            |
| Carta 51’ Genero 85’, 90’ | Marcatori | 79’ Fabris |

| Arbitro: | Grignani (Milano) |

|                    |           |                           |
| Mora 5’ Fabris 89’ | Marcatori | 32’ Cabas 33’ Brighenti I |

| Arbitro: | Guarnaschelli (Pavia) |

|                           |           |           |
| Cattaneo 39’ Bassetti 79’ | Marcatori | 55’ Testa |

| Arbitro: | Perego (Milano) |

|  |           |                    |
|  | Marcatori | 50’ (aut.) Cardano |

| Arbitro: | Marangio (Roma) |

|                                          |           |  |
| Tacconi 10’ Savoini 31’ David 60’ (rig.) | Marcatori |  |

| Arbitro: | Massai (Pisa) |

|                                |           |                       |
| Turconi 53’ (rig.) Ghiandi 68’ | Marcatori | 21’ David 46’ Savoini |

| Arbitro: | Alterio (Roma) |

|            |           |  |
| Fabris 85’ | Marcatori |  |

| Arbitro: | Canepa (Genova) |

|  |           |                      |
|  | Marcatori | 10’ Mannucci 66’ Pin |

| Monza 17 gennaio 1954 17ª giornata | Monza            | 0 – 0 | Lanerossi Vicenza | Stadio Città di Monza\| Arbitro: \| Orlandini (Roma) \| |
| Arbitro:                           | Orlandini (Roma) |       |                   |                                                         |

#### Girone di ritorno
| Arbitro: | Marchese (Napoli) |

|                                  |           |          |
| Fabris 53’ Savoini 60’ Marra 69’ | Marcatori | 74’ Rosa |

| Arbitro: | Guarnaschelli (Pavia) |

|                                    |           |                        |
| Lancioni 66’ (aut.) Scaramuzzi 69’ | Marcatori | 24’ Savoini 80’ Fabris |

| Arbitro: | Righi (Milano) |

|           |           |  |
| Binda 85’ | Marcatori |  |

| Arbitro: | Marchetti (Milano) |

|             |           |  |
| Gennari 33’ | Marcatori |  |

| Vicenza 28 febbraio 1954 22ª giornata | Lanerossi Vicenza | 0 – 0 | Marzotto | Stadio Romeo Menti\| Arbitro: \| Perego (Milano) \| |
| Arbitro:                              | Perego (Milano)   |       |          |                                                     |

| Arbitro: | Bonetto (Torino) |

|                                |           |  |
| Posio 15’ Guarnieri 27’ (rig.) | Marcatori |  |

| Arbitro: | Valsecchi (Milano) |

|            |           |            |
| Fabris 24’ | Marcatori | 88’ Bodini |

| Arbitro: | Guarnaschelli (Pavia) |

|  |           |                                |
|  | Marcatori | 32’ (rig.) David 84’ Quaresima |

| Arbitro: | Lo Bello (Siracusa) |

|                       |           |                |
| Tacconi 40’ Testa 44’ | Marcatori | 59’, 90’ Carta |

| Arbitro: | Perego (Milano) |

|                     |           |             |
| Brighenti I 4’, 53’ | Marcatori | 60’ Tacconi |

| Arbitro: | Marchetti (Milano) |

|            |           |                         |
| Vicini 30’ | Marcatori | 69’ Manenti 87’ Quoiani |

| Arbitro: | Mori (Cremona) |

|                         |           |  |
| Quaresima 30’ Testa 52’ | Marcatori |  |

| Arbitro: | Ferrari (Milano) |

|                                |           |             |
| Fioravanti 31’ Massagrande 40’ | Marcatori | 23’ Savoini |

| Arbitro: | Liverani (Torino) |

|             |           |                |
| Campana 13’ | Marcatori | 23’ Malighetti |

| Arbitro: | Adami (Roma) |

|  |           |                        |
|  | Marcatori | 60’ Vicini 81’ Campana |

| Arbitro: | Marchese (Napoli) |

|             |           |  |
| Pratesi 37’ | Marcatori |  |

| Arbitro: | Famulari (Messina) |

|             |           |              |
| Menti IV 2’ | Marcatori | 58’ Calegari |

## Statistiche

### Statistiche di squadra
| Competizione | Punti | In casa | In casa | In casa | In casa | In casa | In casa | In trasferta | In trasferta | In trasferta | In trasferta | In trasferta | In trasferta | Totale | Totale | Totale | Totale | Totale | Totale | DR |
| Competizione | Punti | G       | V       | N       | P       | Gf      | Gs      | G            | V            | N            | P            | Gf           | Gs           | G      | V      | N      | P      | Gf     | Gs     | DR |
| ------------ | ----- | ------- | ------- | ------- | ------- | ------- | ------- | ------------ | ------------ | ------------ | ------------ | ------------ | ------------ | ------ | ------ | ------ | ------ | ------ | ------ | -- |
| Serie B      | 37    | 17      | 8       | 7       | 2       | 26      | 14      | 17           | 5            | 4            | 8            | 15           | 20           | 34     | 13     | 11     | 10     | 41     | 34     | +7 |

### Statistiche dei giocatori[5]
| Giocatore        | Serie B  | Serie B |
| Giocatore        | Presenze | Reti    |
| ---------------- | -------- | ------- |
| R. Bellini       | 5        | 0       |
| E. Binda         | 28       | 1       |
| E. Bonci (II)    | 22       | 0       |
| P. Borriero      | 10       | -10     |
| M. Caciagli      | 7        | 0       |
| S. Campana       | 6        | 2       |
| E. Dal Pos       | 27       | 0       |
| M. David         | 28       | 3       |
| G. Fabris        | 26       | 7       |
| G. Formica       | 25       | 0       |
| R. Lancioni      | 32       | 0       |
| F. Luison        | 5        | -4      |
| I. Marra         | 8        | 4       |
| L. Menti (IV)    | 4        | 1       |
| G. Migliorini    | 7        | 0       |
| L. Mora          | 15       | 3       |
| M. Pavinato      | 1        | 0       |
| A. Prior         | 1        | 0       |
| B. Quaresima     | 12       | 2       |
| A. Santagiuliana | 2        | 1       |
| E. Sartori       | 19       | -20     |
| G. Savoini       | 27       | 5       |
| M. Tacconi       | 18       | 3       |
| L. Testa         | 23       | 6       |
| S. Vergazzola    | 2        | 0       |
| A. Vicini        | 11       | 2       |
| G. Zoppelletto   | 3        | 0       |